# Boutteville
Boutteville is een gemeente in het Franse departement Manche (regio Normandië) en telt 55 inwoners (2009). De plaats maakt deel uit van het arrondissement Cherbourg-Octeville.

## Geografie
De oppervlakte van Boutteville bedraagt 1,8 km², de bevolkingsdichtheid is dus 30,6 inwoners per km².
De onderstaande kaart toont de ligging van Boutteville met de belangrijkste infrastructuur en aangrenzende gemeenten.

## Demografie
Onderstaande figuur toont het verloop van het inwonertal (bron: INSEE-tellingen).

1. ↑  Populations de référence 2022.